# Archanara unimaculata
Archanara unimaculata är en fjärilsart som beskrevs av Dumont 1926. Archanara unimaculata ingår i släktet Archanara och familjen nattflyn. Inga underarter finns listade i Catalogue of Life.